# Arctic - Un'avventura glaciale
Arctic - Un'avventura glaciale (Arctic Dogs) è un film d'animazione digitale del 2019, diretto da Aaron Woodley.

## Trama
Swifty, una volpe artica, lavora nell'ufficio postale dell'Arctic Blast Delivery Service, ma ha sogni molto più grandi e desidera diventare un corriere dell'Artico. Per dimostrare di poterlo fare, requisisce una delle slitte e consegna un misterioso pacco in un luogo segreto. Una volta lì, si imbatte in una fortezza nascosta sorvegliata da Otto Von Walrus, che comanda un esercito di scagnozzi di pulcinelle di mare stranamente educate. Swifty scopre il piano di Otto Von Walrus di perforare sotto la superficie innevata per liberare masse di gas antichi e sciogliere l'Artico, diventando così il sovrano supremo del mondo. Per fermare questo sinistro piano, Swifty chiede l'aiuto dei suoi amici: PB, un orso polare nevrotico, Lemmy, un albatros svitato, Jade, una volpe rossa ingegnere di cui lui è innamorato, Leopold e Bertha, due lontre complottiste, e Magda, una caribù bisbetica.

## Distribuzione
Arctic - Un'avventura glaciale è uscito nelle sale cinematografiche canadesi e statunitensi il 1º novembre 2019.

## Accoglienza

### Incassi
Negli Stati Uniti d'America ed in Canada il film ha incassato 2.901.335 di dollari statunitensi nel primo weekend di distribuzione nelle sale, arrivando poi ad un totale di 5.801.249 di dollari. Nel resto del mondo il film ha incassato altri 4.076.606 di dollari arrivando ad un incasso globale di 9.877.855 di dollari.
A fronte di un budget di circa 50 milioni di dollari, lo scarso profitto (poco inferiore al 10 milioni) è dovuto anche al fatto che il film è stato distribuito soltanto in 19 nazioni e che tra queste, oltre a Canada e Stati Uniti, l'unica che ha superato la cifra del milione di incasso è stata la Polonia (esattamente 1.612.785 di dollari).
L'Italia è una di quelle nazioni che ha posticipato l'uscita nelle sale causa pandemia di COVID-19 (inizialmente prevista per il 27 febbraio 2020, poi spostata al 13 marzo seguente) per poi cancellarla definitivamente. Il film, difatti, è stato distribuito solo con modalità di streaming.

### Critica
Sull'aggregatore di recensioni Rotten Tomatoes ha un indice di gradimento del 13% basato su 16 recensioni, con un voto medio di 3,80/10. Su Metacritic il film ha raggiunto un voto medio di 28 su 100, basato su quattro recensioni.